# That’s the Way It Is (album)
Elvis: That’s the Way It Is – ścieżka dźwiękowa Elvisa Presleya do filmu Elvis: Tak to jest, wydana jako jego trzydziesty szósty album studyjny w listopadzie 1970 roku.

## Lista utworów

### Strona pierwsza
| Utwór | Nagrany    | Tytuł                             | Autor                                                             | Długość |
| ----- | ---------- | --------------------------------- | ----------------------------------------------------------------- | ------- |
| 1.    | 11.08.1970 | I Just Can’t Help Believin’       | Cynthia Weil and Barry Mann                                       | 4:34    |
| 2.    | 04.06.1970 | Twenty Days and Twenty Nights     | Scott Weisman and Clive Westlake                                  | 3:15    |
| 3.    | 05.06.1970 | How the Web Was Woven             | David Most and Clive Westlake                                     | 3:25    |
| 4.    | 12.08.1970 | Patch It Up                       | Eddie Rabbitt and Rory Bourke                                     | 4:03    |
| 5.    | 05.06.1970 | Mary in the Morning               | Johnny Cymbal and Michael Rashkow                                 | 4:11    |
| 6.    | 06.06.1970 | You Don’t Have to Say You Love Me | Vicki Wickham, Simon Napier-Bell, Pino Donaggio, Vito Pallavicini | 2:30    |

### Strona druga
| Utwór | Nagrany    | Tytuł                           | Autor                                  | Długość |
| ----- | ---------- | ------------------------------- | -------------------------------------- | ------- |
| 1.    | 13.08.1970 | You've Lost That Lovin' Feelin' | Barry Mann, Cynthia Weil, Phil Spector | 4:23    |
| 2.    | 11.08.1970 | I've Lost You                   | Alan Blaikley and Ken Howard           | 3:43    |
| 3.    | 06.06.1970 | Just Pretend                    | Guy Fletcher and Doug Flett            | 4:02    |
| 4.    | 05.06.1970 | Stranger in the Crowd           | Winfield Scott                         | 3:47    |
| 5.    | 07.06.1970 | The Next Step Is Love           | Paul Evans and Paul Parnes             | 3:31    |
| 6.    | 05.06.1970 | Bridge over Troubled Water      | Paul Simon                             | 4:29    |